# Сардурі I

Урарту за часів правління Сардурі I

Сардурі I (Сардур I,Сидур I,Седурі I,Сардурі, син Лутіпрі) - другий правитель Урарту, перший із відомих царів основної урартської династії. Період правління близько 844-828 до н. е.
Про період формування Урарту збереглося дуже мало даних, і передбачається, що Сардурі I, син Лутіпрі близько 844 року до н. е.. змінив Араму, першого царя об'єднаного Урарту. В Урарту в цей час відбувалися процеси об'єднання окремих «племен Наірі» в централізовану державу, і, таким чином ймовірно, що Арама і Лутіпрі очолювали два великих племінних утворення Урарту, причому боротьбу за владу у централізованому державі, наприкінці, виграла верхівка племені Лутіпрі. Чи був сам Лутіпрі царем Урарту в якийсь період після царювання Араму і перед царюванням свого сина Сардурі I залишається неясним. Столиця держави Урарту при Сардурі I, вже перебувала в місті Тушпа на березі озера Ван, ймовірно саме Сардурі I і заснував Тушпу. 

## Відносини зАсирією
Сардурі I ймовірно успішно нарощував міць Урарту, що було важливо для систематичної боротьби з Ассирією, яка здійснювала  регулярні грабіжницькі походи в Урарту. За часів Араму і Сардурі I урарти переймали асирійський досвід і знання у військових та державних питаннях. Судячи з малюнків на барельєфі урартська армія поступово перебудовувалися від «хетського» зразка до асирійського. Крім цього, шкіряні та дерев'яні шоломи поступово змінювалися на бронзові, збільшувалася кількість залізної зброї. Під час правління Сардурі I з'являються перші урартські клинописні написи, які спочатку були виконані не урартською, а спрощеною асирійською мовою. 
| |                                                 |
| збереглися стіни фортеці | Напис на асирійському мовою на одному з каменів |
| Переклад напису: Напис Сардурі, сина Лутіпрі, великого царя, царя могутнього, царя всесвіту, царя країни Наірі, царя, що рівного собі не має, пастиря гідного подиву, що не боїться битв, царя, що схиляє непокірних йому. Сардурі, син Лутіпрі, цар над царями від всіх царів податі прийняв. Сардурі, син Лутіпрі, говорить так: «Я цей вапняк із міста Альніуну доставив, я цю стіну воздвиг» . |                                                 |